# Мехмед Спахић
Мехмед Спахић (Херцеговачки пашалук, 1855, — 19. јул 1958), познат као Мехмед ефендија Спахић, је био хоџа из Мостара, један од најзначајнијих представника Срба мухамеданаца и велики противник Аустроугарске власти, које су га дуго године прогониле, због свог националног опредјељења.

## Биографија
Мехмед Спахић је рођен, 1855. године, вјероватно у Мостару или околини, још за вријеме владавине Отоманског царства, Босном и Херцеговином. Након завршеног школовања, постављен је за имама у Мостару, гдје га је затекла и Аустроугарска окупација. Мехмед ефендија Спахић, је у великој мјери истицао своје српство и позивао мухамеданце да се не одричу свога српског поријекла. Аустроугарска је у ефендији Спахићу видјела великог непријатеља, и противника планираном формирању нове босанке нације, тако да је ефендија Спахић од самог доласка власти двојне монархије означен као непријатељ државе и система, те касније прогоњен и осуђиван због свог дјеловања. Након босанско-херцеговачког устанка, Спахић се са целиким бројем Срба мухамеданске вјере нашао у Београду који је тада постао један од центар босанско-херцеговачке емиграције. Спахић је од аустроугарских власти био приморан да се одрекне свога српства. Изјава на коју је Спахић приморан говори о ставу и политици њених наручиоца, а не самом ставу њеног аутора. О духу мостарског ефендије најбоље говоре његови стихови:
| „ | Што помињеш прошлост мени, та преда мном јасно стоји. Ја познајем поријекло, праотаца, дједа моји! И ја чујем гласе, што их, с њина гроба вјетар вине: Србин буди чедо наше, или проклет био сине! | ” |

Мехмед ефендија Спахић, је иако сломљен од стране аустроугарске власти и натјеран да се, декларативно одрекне српства доживио дубоку старост и умро 19. јула 1958. године у 103 години живота.

## Вођа националне струје муслимана
Током 1898. године једна група чешких посланика обилази Босну и Херцеговину, како би се упознала са политичком, вјерском и националном ситуацијом у земљу. Оно што су тада запазили је веома слабо изражена и подјељена национална идеја међу муслиманима. Они су запазили четири струје међу њима и то: прва на челу са Мехмед-бегом Капетановићем прихвата „босанску народност“; други дио под вођством Есад ефендије Куловића је „склон“ Хрватима; трећи дио под вођством Мехмед ефендије Спахића „симпатизује са Србима; „Остали, највећи дио мухамеданаца је консервативан. Та странка неће ни чути о идејама народности.“
Лист „Дубровник” позивао је муслимане у Босни и Херцеговини да остајући у исламу прихвате српску политичку мисао. Овакве идеје наилазиле су на добар пријем код дела муслиманске омладине у Сарајеву и Мостару. Своје слагање са тим идејама истицали су у чланцима објављеним у листу „Дубровник” уз потпис „Срби мухамеданци” или „Српска омладина” током 1892. Те идеје прихватали су поједини бегови који нису пристајали уз бошњаштво. Најупорнији је био Мехмед-ефендија Спахић, који је писао о томе за лист „Дубровник”.
Још прије и током окупације, водећи политички кругови у Монархији схватили су да је највећа опасност по њихову претензију на БиХ представља међусобно приближавање Срба и Муслимана. У царевој наредби главнокомандујућем окупационих снага у БиХ, генералу Јосипу Филиповићу у вези српско-муслиманске сарадње каже се:
| „ | Затим Вам се препоручује да доведете муслимане у ближи контакт с католицима и да и да нарочито спријечите приближавање или савез муслиманског с православним становништвом, које треба да се најоштрије надзире с обзиром на евентуалне, окупацији непријатељске аспирације. | ” |

## Отпор власти монархије
Иако су власти Аустроугарске монархије, на све начине и уз велике притиске покушавале, да направе јаз између Срба хришћана и босанско-херцеговачких муслимана, ипак је међу самим муслиманима био одређен број интелектуалаца који су били за сарадњу са Србима. Они су памтили своје хришћанске српске претке, памтили да су писали ћирилицом коју су звали „стара Србија“ или је називали „беговским писмом“, да говоре српским језиком, а неко од њих је у кући још чувао хришћанске реликвије својих предака.
Крајем 19. вијека, Спахић ће изазвати цијели окупациони систем и његове домаће муслиманске помагаче против себе. Наиме, у листу „Дубровник“ којег су урећивали дубровачки римокатолички Срби, године 1892. објављен је чланак у којем се босанско-херцеговачки муслимани позивају да слободно искажу своју српску националну свијест:
| „ | Да сте ви угледни синови нашега српског народа знате по живућијем међу вама предајама. О томе сте пак и освједочени, пошто и код куће и около куће налазите људе вама равне у материнском језику, у цртама и изразу лица, у тјелесном кријепком развитку, у умној хитрини, у јуначкој искрености, гостољубљу, бива у свему...Читали сте и читате особито историју српскога народа гласовитога и одличног мађарског родољуба вашег министра Калаја... Када дакле Калајева аукторитат називље на темељу знаности Босну српском земљом, а Босанце Србима, а вас бегове бившијем српскијем племићима, вријеме би било да и ви, мухамеданска браћо, изађете из своје ресерве, и да нам се отворено одазовете, тер у нашему брацкоме колу поиграте. | ” |

Након објављивања овог текста, ефендија Спахић је постао једна од најомраженијих личности од стране аустроугарских власти, као и домаћих муслимана који су се ставили у службу Монархије. На Спахића се диже читав окупациони апарат, од Окружне области у Мостару, преко Земаљске владе до Заједничког министарства финансија и лично Бенјамина Калаја. Шиканирање и напади на Спахића су настављени, па га је тако Едхем Мулабдић тужио због увреде, зато што га је назвао издајником. Суд у Мостару осудио је Спахића на симболичну затворску казну од три дана робије. Против Спахића се дижу и дају изјаву и 32 угледна мостарска муслимана, међу њима и муфтија Али Џабић, који је сумњичен код окупационих власти као србофил. Међутим, поред свих ових напада на њега ефендија Спахић је наставио да пише у српском духу, што доводи до предузимања репресивних мјера окупационих власти против њега. Ипак, овај пут у његову одбрану стају мостарски православци и муслимани, а међу њима и митрополит Серафим Перовић.
У борбу против ефендије Спахића и његовог дјеловања укључио се лично аустроугарски министар финансија и управитеље Босне и Херцеговине, Бенјамин Калај који је сугерисао Земаљској влади два начина борбе против Спахића. Први начин је покретање против њега казненог поступка, што би служило као опомена свим муслиманима, а други начин би био да се путем притисака изнуди од њега изјава којом би се он одрекао својих просрпских погледа и држања. Земаљска влада одлучила се за други начин. Тако је Спахић под притиском, дао писмену изјаву 1894. године у којој истиче да је његово држање било „младалачка заблуда“. Изјављује да напушта своје просрпско држање и моли да буде ослобођен интернације. Спахић је на крају притиснут од окупационих власти морао да попусти. Власти су добиле од њега жељену изјаву и она је одмах објављена у „Бошњаку“, „Ватану“ и „Босанској пошти“. У Спахићевој изјави између осталог је писало:
| „ | Пошто ми тежи и уздише срце за интересима нашега елемента, ја сам дужан и радити за будућност нашу, а у том блаженом српству невидим ја никако, него видим, да је пропагирање српства поткопавање ислама, те је не само света дужност радит за уступ дотичне мисије, него је света дужност још и проклињати га и назвати издајицом, који би се Мухамеданац назвао србином и радио за српску мисао. | ” |

Након ове изјаве Калај је донио акт о помиловању Спахића, а у њему је стајало да због његовог одрицања од залагања „србофилски карактер мухамеданаца престали разлози његове интернације и да га за то треба помиловати.“